# Cyclisme aux Jeux méditerranéens de 2013
Navigation
Édition précédente Édition suivante
Les compétitions de cyclisme des Jeux méditerranéens de 2013 se déroulent du 30 juin au 3 juillet 2013, à Mersin.
Deux épreuves masculines sont au programme : la course en ligne d'une distance de 149 kilomètres et le contre-la-montre d'une distance de 27 kilomètres. La course sur route féminine était au programme, mais a été annulée parce que trop peu de nations étaient inscrites.
Chaque pays peut inscrire au maximum 10 athlètes : jusqu'à 8 pour l'épreuve en ligne et 2 pour le contre-la-montre.

## Épreuves au programme
| ● | Compétitions | ● | Finale |

|                  | Juin |    |    |    |    |    |    |    |    |    |    |    |    |
|                  | 18   | 19 | 20 | 21 | 22 | 23 | 24 | 25 | 26 | 27 | 28 | 29 | 30 |
| Course en ligne  |      |    |    |    |    |    |    |    |    |    | ●  |    |    |
| Contre-la-montre |      |    |    |    |    |    |    | ●  |    |    |    |    |    |

## Podiums hommes
| Compétitions                 | Or             | Argent             | Bronze               |
| ---------------------------- | -------------- | ------------------ | -------------------- |
| Contre-la-montre individuel  | Yoann Paillot  | Lluís Mas          | Rasim Reis           |
| Course en ligne individuelle | Nicola Ruffoni | Christophe Laporte | Abdelbasset Hannachi |

## Résultats

### Contre-la-montre masculin
|     | Coureur                |    | Temps       |
| --- | ---------------------- | -- | ----------- |
| 1   | Yoann Paillot          | en | 32 min 45 s |
| 2   | Lluís Mas              | +  | 13 s        |
| 3   | Rasim Reis             |    | 56 s        |
| DSQ | Mustafa Sayar          |    | 1 min 07 s  |
| 4   | Alexis Gougeard        |    | 1 min 07 s  |
| 5   | Davide Martinelli      |    | 1 min 16 s  |
| 6   | Adil Barbari           |    | 1 min 43 s  |
| 7   | Polychrónis Tzortzákis |    | 1 min 58 s  |
| 8   | Josip Rumac            |    | 2 min 24 s  |
| 9   | Soufiane Haddi         |    | 2 min 29 s  |
| 10  | Marcos Jurado          |    | 2 min 30 s  |
|     | 22 classés             |    |             |

### Course en ligne masculine
|    | Coureur                |    | Temps           |
| -- | ---------------------- | -- | --------------- |
| 1  | Nicola Ruffoni         | en | 3 h 11 min 11 s |
| 2  | Christophe Laporte     | +  | m.t             |
| 3  | Abdelbasset Hannachi   |    | m.t             |
| 4  | Miraç Kal              |    | m.t             |
| 5  | Ali Rıza Tanrıverdi    |    | m.t             |
| 6  | Carlos Barbero         |    | m.t             |
| 7  | Thomas Boudat          |    | m.t             |
| 8  | Soufiane Haddi         |    | m.t             |
| 9  | Charálampos Kastrantás |    | m.t             |
| 10 | Anthony Maldonado      |    | m.t             |
|    | 50 classés             |    |                 |

## Tableau des médailles
- En bleu le pays organisateur

| Rang  | Nation  | Or | Argent | Bronze | Total |
| ----- | ------- | -- | ------ | ------ | ----- |
| 1     | France  | 1  | 1      | 0      | 2     |
| 2     | Italie  | 1  | 0      | 0      | 1     |
| 3     | Espagne | 0  | 1      | 0      | 1     |
| 4     | Algérie | 0  | 0      | 1      | 1     |
| 4     | Turquie | 0  | 0      | 1      | 1     |
| Total | Total   | 2  | 2      | 2      | 6     |